# Brian Labone
Brian Leslie Labone, né le 23 janvier 1940 à Liverpool et mort le 24 avril 2006 à Maghull, est un footballeur anglais.

## Biographie
Brian Labone rejoint Everton en juillet 1957 et fait ses débuts en équipe première le 29 mars 1958 à l'occasion d'un match à St Andrew's contre Birmingham City (défaite 1-2).
Brian Labone est retrouvé inconscient le 24 avril 2006 à 23h25 dans une rue du quartier de Lydiate, située dans la ville de Maghull, où il résidait. Une ambulance le transporte à 'hôpital de Liverpool où son décès est déclaré.

## Carrière
- 1957-1971 : Everton FC  Angleterre

## Palmarès
- 26 sélections et 0 but avec l'équipe d'Angleterre entre 1962 et 1970.